# Apsida
Apsida (grč. hapsis; lat. absis »spoj, svod, prigradnja«), polukružni je završetak antičke bazilike u kojemu je sjedio predsjednik suda sa svojim prisjednicima. Od IV. stoljeća taj arhitektonski oblik preuzima i kršćanska bazilika i u tomu je dijelu smještena biskupova katedra, a njoj sa svake strane subselia za zbor svećenika. U kasnijim razdobljima poprima drukčije oblike (mnogokut, kvadrat, segment), a i drukčije uloge (od XI. stoljeća u njoj se smješta oltar i sarkofag s moćima).